# Otolelus harmandi
Otolelus harmandi is een keversoort uit de familie schijnsnoerhalskevers (Aderidae). De wetenschappelijke naam van de soort werd in 1910 gepubliceerd door Maurice Pic.